# Kinh Thánh Tiếng Việt (1926)
Kinh Thánh tiếng Việt xuất bản năm 1925 là bản dịch đầu tiên toàn bộ Kinh Thánh Tin Lành sang tiếng Việt, được phát hành tại Việt Nam. Bản Kinh Thánh Việt ngữ 1925 được phổ biến rộng rãi và rất được yêu thích trong cộng đồng Kháng Cách tại Việt Nam. Đối với nhiều tín hữu Tin Lành, bản dịch này đã ghi dấu ấn sâu đậm trên tình cảm tôn giáo của họ.
Tuy nhiên, vì là một ấn bản khá cổ xưa, văn phong trong một số câu, đoạn của Bản Kinh Thánh Việt ngữ 1925 không còn thích hợp với ngữ cảnh hiện nay, cũng như một số từ ngữ trở nên khó hiểu với độc giả đương đại. Nhiều bản dịch Kinh Thánh khác đã được phát hành, nhưng cho đến nay, chưa có bản dịch nào có thể thay thế vị trí của Bản Kinh Thánh tiếng Việt 1925.

## Bối cảnh

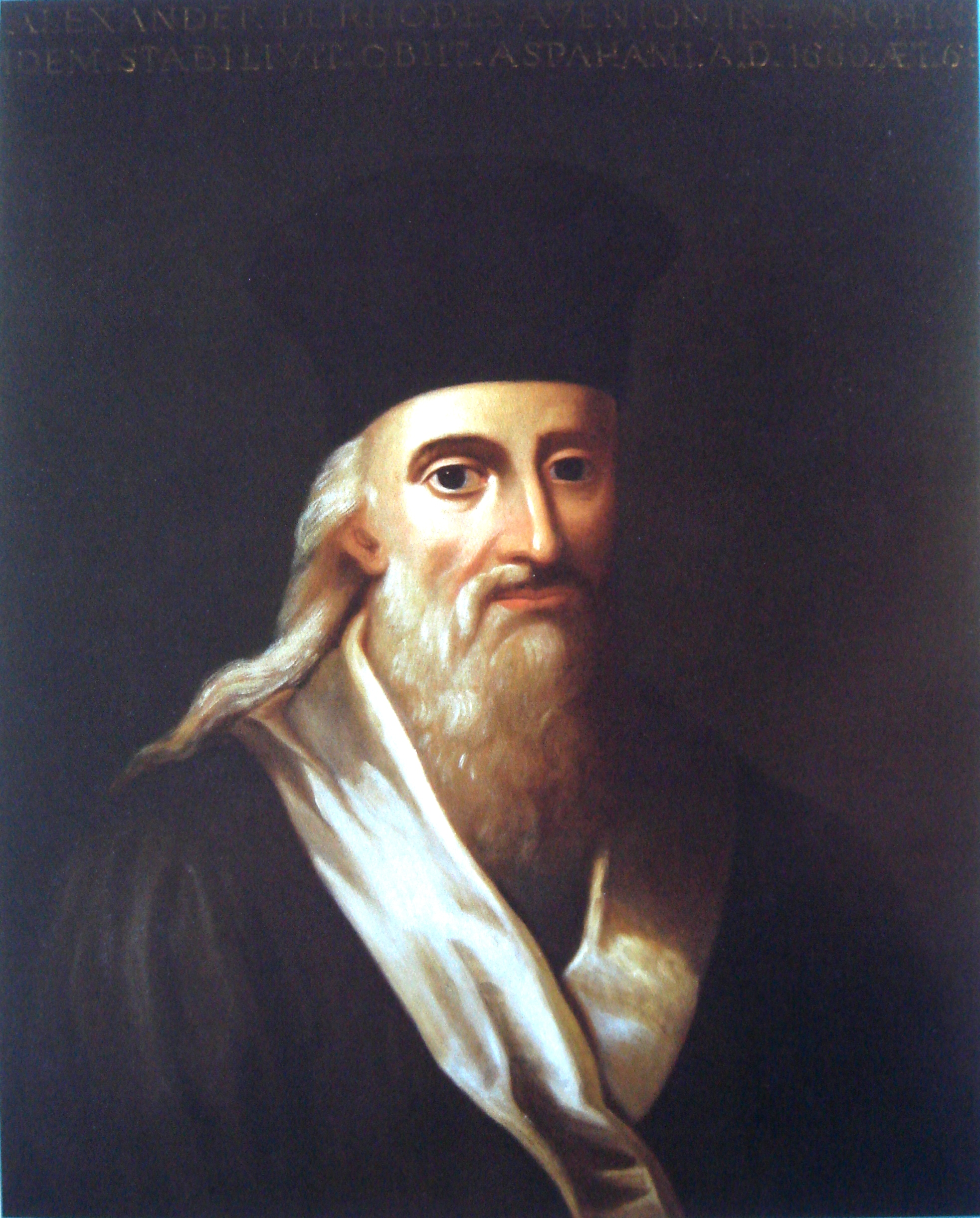
Alexandre de Rhodes.

Sau khi đặt chân đến Việt Nam, vì nhu cầu học hỏi tiếng Việt (lúc đó còn dùng chữ Hán và chữ Nôm) để giao tiếp với người bản xứ, các nhà truyền giáo phương Tây đã ghi lại bằng cách phiên âm tiếng Việt dưới dạng chữ La-tinh. Gaspard de Amaral với Từ Vựng Việt Nam - Bồ Đào Nha, và Antoine de Barbosa với Từ Vựng Bồ Đào Nha – Việt Nam đã góp sức hoàn chỉnh lối chữ viết này. Nhưng nhà truyền giáo người Pháp Alexandre de Rhodes được xem là người có công trong nỗ lực định chế chữ quốc ngữ qua cuốn tự điển phiên âm Dictionarium Annamiticum Lusitanum et Latinum do ông soạn và ấn hành năm 1651.
Tuy nhiên, gần 250 năm sau phát minh chữ quốc ngữ, Giáo hội Công giáo mới phát hành những phần Kinh Thánh đầu tiên bằng tiếng Việt, và trong gần 100 năm kế tiếp Giáo hội cũng chỉ cho phổ biến giới hạn trong vòng hàng giáo phẩm các bản dịch Kinh Thánh Việt ngữ, vì một số lý do.
Ngược lại, cộng đồng Kháng Cách với niềm xác tín được thể hiện qua tín lý Sola scriptura, "Kinh Thánh là Lời Thiên Chúa, là thẩm quyền và sự mặc khải duy nhất đến từ Thiên Chúa được ban cho mọi người (nghĩa là mọi người có thể hiểu và tự giải thích Kinh Thánh)", đã xem việc phổ biến Kinh Thánh là nhân tố quyết định trong nỗ lực truyền bá phúc âm, thành lập các giáo đoàn, và gây dựng đời sống tâm linh cho tín hữu.
Chỉ 5 năm sau khi Tin Lành truyền bá đến Việt Nam, năm 1916, những nhà lãnh đạo Tin Lành đã khởi sự dịch thuật toàn bộ Kinh Thánh sang tiếng Việt. Đến năm 1926, cộng đồng Tin Lành tại Việt Nam đã có bộ Kinh Thánh đầu tiên bằng ngôn ngữ của mình.

### Các dấu mốc
Giáo hội Công giáo xuất bản sách giáo nghi, trong đó có một số sách Phúc âm, phát hành tại Bangkok, Thái Lan năm 1872.
Jean Bonnet thuộc Trường Ngôn ngữ Đông phương Paris dịch Phúc âm Lu-ca sang tiếng Việt dựa trên bản Kinh Thánh Pháp ngữ Ostevald, và được Thánh Kinh Hội Anh Quốc xuất bản tại Paris năm 1890, đến năm 1898, được tái bản lần đầu tiên.
Thánh Kinh Hội Anh Quốc phát hành Phúc âm Mác năm 1899, Phúc âm Giăng năm 1900, và Công vụ các Sứ đồ năm 1903.
Năm 1913, P.M. Hosler thuộc Hội Truyền giáo Phúc âm Liên hiệp dịch lại Phúc âm Mác ra chữ Nôm, và xuất bản tại Quảng Tây, Trung Hoa.
Năm 1913-14, Giáo hội Công giáo xuất bản Thánh Kinh Cựu Ước song ngữ với bản Vulgata, và bản Tân Ước in song ngữ Việt – La-tinh theo bản Vulgata (năm 1916) do Albert Schlicklin (Cố Chính Linh) thực hiện, và được phát hành tại Hong Kong.
Năm 1925, Giáo hội Công giáo cho xuất bản cuốn Các sách Phúc âm của Marcos Gispert-Forcadell.

## Kinh Thánh Việt ngữ 1926
Khi những nhà truyền giáo đầu tiên có thể sử dụng tiếng Việt trôi chảy thì chữ Quốc ngữ đã phổ biến và thay thế chữ Nho để trở thành chữ viết chính thức tại Việt Nam, mặc dù chữ Nho vẫn còn là ngôn ngữ của các học giả thuộc thế hệ trước. Giống những khu vực truyền giáo khác của Hội Truyền giáo Phúc âm Liên hiệp, các giáo sĩ tại Việt Nam ủy thác việc dịch thuật và văn phẩm cho những tín hữu người Việt đã được huấn luyện đặc biệt cho công việc này, với mục tiêu hàng đầu là dịch Kinh Thánh sang tiếng Việt.
Chữ Quốc ngữ được lựa chọn như là một ưu tiên mặc dù một học giả Việt Nam có chức trách dịch các sách Phúc âm ra chữ Nôm, từ bản dịch của Wenli. William C. Cadman và vợ, Grace Hazenberg Cadman - bà Cadman đã hoàn tất chương trình cao học chuyên ngành tiếng Hebrew và tiếng Hy Lạp, hai ngôn ngữ được sử dụng để viết Cựu Ước và Tân Ước - bắt đầu công cuộc dịch thuật từ năm 1914. Với sự trợ giúp của một học giả tên Nho, họ đã kịp hoàn thành các sách Phúc âm Giăng, Ma-thi-ơ, Mác, Lu-ca, cũng như sách Công vụ các Sứ đồ, và thư Rô-ma trước khi Toàn quyền Pháp ra lệnh đóng cửa các cơ sở truyền giáo và trục xuất năm nhà truyền giáo vào cuối năm 1915. Đến năm 1918, bản Quốc ngữ của các sách này được ấn hành tại Thượng Hải, trong khi bản chữ Nôm được ấn hành ở Hà Nội.
Từ đầu năm 1921 đến cuối năm 1922, với sự cộng tác của Trần Văn Dõng, một dịch giả chuyên nghiệp, J. D. Olsen đảm trách công cuộc dịch thuật những sách còn lại của Tân Ước, in tại Thượng Hải và phát hành tại Việt Nam trong năm 1922, rồi được tái bản ngay trong năm sau. Kể từ năm 1920, chữ Quốc ngữ được chọn làm ngôn ngữ duy nhất để dịch Kinh Thánh, việc phiên dịch Kinh Thánh sang chữ Nôm bị dừng lại mặc dù bảy bản Kinh Thánh chữ Nôm vẫn được xuất bản cho đến giữa thập niên 1930.

J. D. Olsen.

Năm 1919, ông bà Cadman trở lại với công việc dịch thuật Kinh Thánh, lần này có sự cộng tác của học giả Phan Khôi Đến năm 1925, họ hoàn tất bản dịch Cựu Ước, và in bản in đầu tiên tại Thượng Hải. Bản in lần thứ 2 vào năm 1926.
Sau khi được duyệt xét kỹ lưỡng bởi các văn sĩ, mục sư, giáo sĩ, kể cả Olsen, toàn bộ Kinh Thánh được in tại Hà Nội năm 1926.
Khi Thánh Kinh Hội Anh Quốc nhận tài trợ và xuất bản, Kinh Thánh Việt ngữ 1926 được phổ biến rộng rãi, được yêu thích, và không chỉ ghi dấu ấn sâu đậm trong tình cảm tôn giáo của tín hữu Tin Lành tại Việt Nam cho đến ngày nay, mà còn được xem là một tác phẩm đánh dấu một bước tiến quan trọng trong cách hành văn quốc ngữ vào đầu thế kỷ 20.

## Ảnh hưởng
Trong giai đoạn này, chữ Quốc ngữ ngày càng phổ thông trong khi sách, báo, tạp chí còn hiếm. Nhiều người khao khát tìm đọc bất cứ gì họ có trong tay. Theo thói quen thời ấy, trong nhiều gia đình ở Việt Nam, khi tìm được một quyển sách mới, vào mỗi tối, dưới ánh đèn dầu, một người đọc lớn tiếng cho cả nhà cùng nghe trong khi mỗi người vẫn tiếp tục công việc của mình. Dưới ảnh hưởng Khổng Mạnh, hầu hết sách đều được quý trọng và đọc cách nghiêm túc. Đây là cơ hội để Kinh Thánh, các phần của Kinh Thánh, và các loại truyền đạo đơn được phân phối rộng rãi, và thường được đón nhận cách tích cực.
Nhà in Tin Lành, thành lập năm 1920 tại Hà Nội, phải hoạt động cật lực để đáp ứng nhu cầu xuất bản Kinh Thánh, các phần của Kinh Thánh, cùng các loại ấn phẩm tôn giáo khác. Năm 1922, William C. Cadman, người thành lập và điều hành nhà in, báo cáo, "việc bán các phần Kinh Thánh, sách và truyền đạo đơn rất chạy, đến nỗi nhà in khó mà in kịp các sách tái bản."

Phan Khôi.

Nhận xét về bản Kinh Thánh tiếng Việt 1925, nhà báo Vu Gia viết, "Nhìn chung, đây là bản dịch tốt. Nhưng nói như vậy chẳng khác nào khen phò mã tốt áo, bởi thời gian đã khẳng định bản dịch ấy rồi", còn nhà văn Tô Hoài nói, "Kinh Thánh cả Tân Ước, Cựu Ước của hội đạo Tin Lành, người ta bảo ông (Phan Khôi) dịch thuê, khi ấy ở Hải Phòng, tôi cũng có đọc. Có chương Nhã Ca lời rất thơ". Tác giả cuốn "Người Quảng Nam", Lê Minh Quốc, viết về sự đóng góp của Phan Khôi đối với bản dịch Kinh Thánh 1925, "Giai đoạn này, ông đã làm một việc khó ai ngờ là sử dụng bản chữ Hán đối chiếu với bản chữ Pháp để dịch Kinh Thánh cho hội Tin Lành. Bản dịch của ông câu cú gãy gọn, trong sáng, văn phạm chuẩn mực, chứng tỏ một trình độ học vấn uyên thâm".
Tác giả bài viết "Người dịch Kinh Thánh Tin Lành ra tiếng Việt" đưa ra nhận xét, "Tôi tin chắc rằng bản Kinh Thánh Việt ngữ xuất bản năm 1925 đã ăn sâu vào trong tâm khảm của những tín hữu Tin Lành tại Việt Nam, tôi được biết có nhiều tín hữu Tin Lành đã thuộc nằm lòng khá nhiều câu Kinh theo bản dịch ấy đến nỗi khó có thể thay đổi đi được trong tâm họ. Thậm chí có không ít những Mục Sư, tín hữu Tin Lành quả quyết rằng chỉ có bản dịch Kinh Thánh năm 1925 của nhà văn Phan Khôi là số một mà thôi, không bản dịch nào hơn cả và rồi họ chỉ dùng độc có bản dịch đó để đọc, để học, để chia sẻ, để giảng dạy. Nói như vậy để cho thấy rằng bản dịch Kinh Thánh năm 1925 đã có một chỗ đứng rất vững vàng trong lòng rất nhiều những người theo đạo Tin Lành tại Việt Nam trong một thế kỷ trôi qua. Ngoài nhà văn, dịch giả Phan Khôi ra, được biết còn có nhà văn, dịch giả Trần Văn Dõng, cũng có góp phần trong việc dịch Kinh Thánh ra Việt ngữ nữa."

### Bản Nhuận chánh 1948 và Bản Hiệu đính 2010
Phải đến 22 năm sau kể từ ngày bản Kinh Thánh tiếng Việt 1926 được xuất bản, năm 1948, một nhóm học giả dưới sự lãnh đạo của J. D. Olsen và Ông Văn Huyên khởi sự nhuận chánh phần Tân Ước của bản dịch này.
Tuy nhiên, theo thời gian cùng với sự thay đổi, chuyển hóa của ngôn ngữ, một số từ trong bản Kinh Thánh tiếng Việt năm 1926 trở nên cổ, một số từ mà ngữ nghĩa đã thay đổi, một số cách diễn đạt không còn thích hợp và trở nên khó hiểu đối với độc giả hiện nay.
Với sự bảo trợ của Liên hiệp Thánh Kinh Hội (UBS), công tác hiệu đính bản Kinh Thánh Việt ngữ 1926 khởi sự từ năm 1999, đến năm 2004 hoàn tất hiệu đính bản Tân Ước, và bản Cựu Ước vào cuối năm 2007. Sau khi thu nhận nhiều ý kiến đóng góp và qua ba kỳ hội thảo về công tác hiệu đính trong những năm 2005, 2007, và 2009, bản Hiệu đính được phát hành năm 2010.

## Sách tham khảo
- Lê Hoàng Phu, "Lịch sử Hội Thánh Tin Lành Việt Nam (1911 - 1965)", Nhà xuất bản Tôn giáo, 2010.